# Kościół św. Jadwigi Śląskiej w Katowicach-Szopienicach
Kościół Świętej Jadwigi Śląskiej w Katowicach-Szopienicach – zabytkowy kościół w Katowicach, mieszczący się w dzielnicy Szopienice-Burowiec, przy placu Powstańców Śląskich 3. Budynek świątyni powstał w latach 1885–1887 w stylu neogotyckim, natomiast jego projektantem był Carl Gustav Grundmann (projekt przypisywany jest też Paulowi Jackischowi), a sąsiednią kaplicę Ogrójca, powstałą w 1903 roku, zaprojektował Ludwik Schneider.
Kościół został wybudowany na planie krzyża łacińskiego. Jest on orientowany, trójnawowy, z transeptem. Przy nawach bocznych zlokalizowane są dwie kaplice-kruchty. Prezbiterium świątyni jest wąskie i pięcioboczne. Elewacja świątyni zbudowana jest z cegły licówki. Obecny wystój kościoła pochodzi z 2002 roku, kiedy to odnowiono prezbiterium i ołtarz główny, a także przywrócono polichromie figur oraz na belce tęczowej.

## Historia

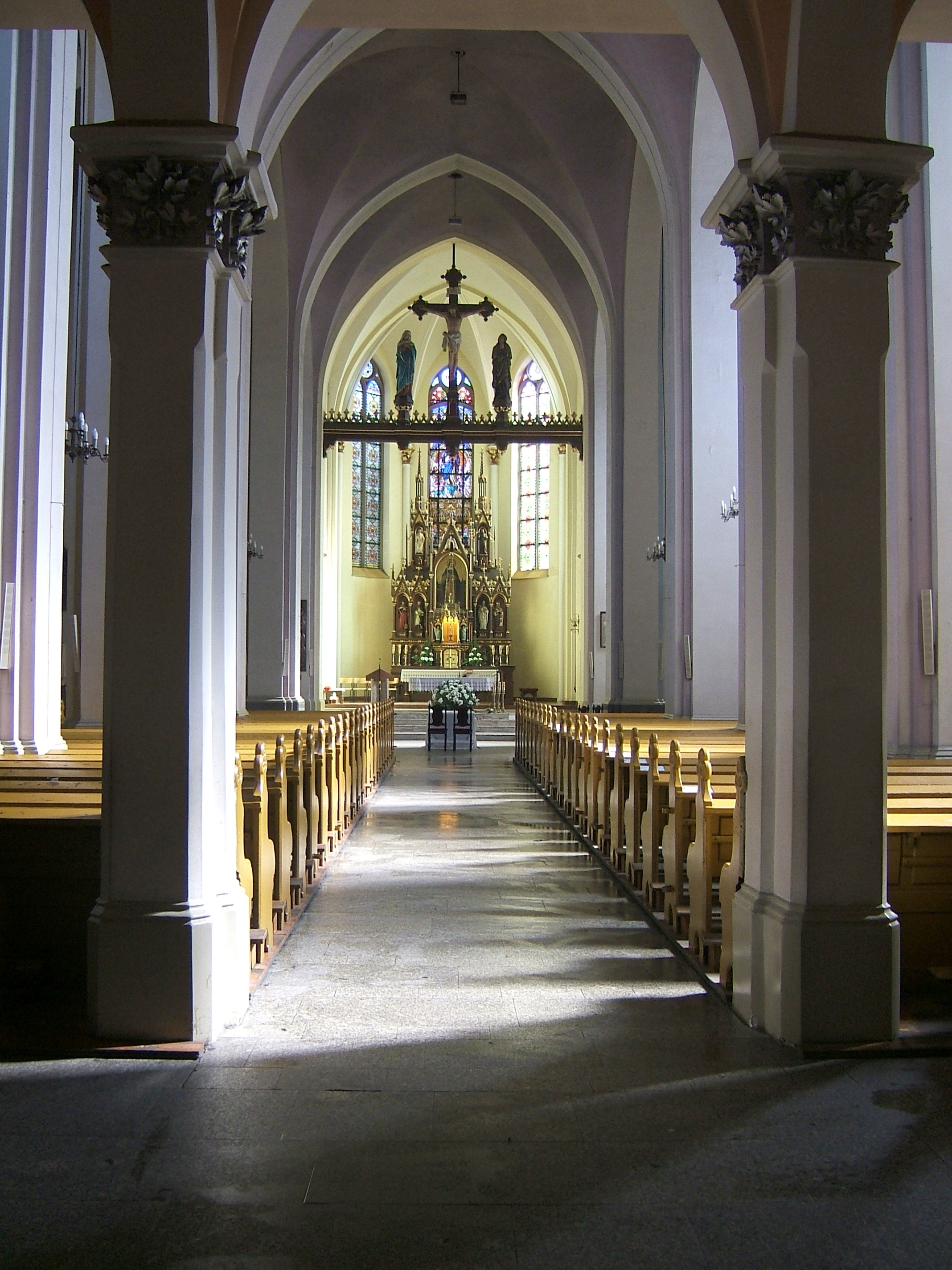
Wnętrze kościoła

Powstanie obecnego kościoła spowodowane było przepełnieniem dotychczasowego budynku zbudowanego z piaskowca. W związku z tym zdecydowano o budowie w jego miejscu nowego, murowanego kościoła, a po uzyskaniu zgody z kurii wrocławskiej zlecono zaprojektowanie świątyni, którego projekt przypisuje się Paulowi Jackischowi. W dniu 15 października 1884 roku w uroczystość świętej Jadwigi Śląskiej został poświęcony kamień węgielny pod budowę nowej świątyni w Szopienicach przez księdza proboszcza Konrada Stiborskiego. Świadkami poświęcenia byli księża, parafianie i przedstawiciele spółki Georg von Giesches Erben. Budowa kościoła została zakończona w 1887 roku. Świątynia pod wezwaniem świętej Jadwigi Śląskiej została poświęcona w dniu 11 października 1887 roku przez dziekana księdza Franciszka Kanię, proboszcza chorzowskiej parafii. Budowla została wzniesiona w stylu neogotyckim.
Wystrój wnętrza kościoła tworzony była przez kilka lat. W 1897 roku dzięki staraniom nowego proboszcza – księdza Karola Abramskiego, została dobudowana zakrystia i przedsionek do świątyni, kupione zostały figury i obrazy, został wykonany duży krzyż nad prezbiterium. Na przełomie XIX i XX wieku powstały grupy rzeźb Adoracja krzyża i Pietà. W 1900 roku kościół otrzymał instalację elektryczną, w 1902 roku wnętrze świątyni zostało wymalowane, a na ścianach naw bocznych zostały umieszczone figury, rzeźby i mozaiki. W dniu 1 maja 1902 roku budowla została uroczyście konsekrowana przez księdza kardynała Jerzego Koppa – przeniósł on do głównego ołtarza relikwie świętych i celebrował uroczystą mszę świętą. W tym dniu również biskup wrocławski udzielił sakramentu bierzmowania.